# Stazione di Pau
La stazione di Pau (in francese Gare de Pau) è la principale stazione ferroviaria di Pau, Francia.